# Salvatore Avallone
Salvatore Avallone, noto anche con lo pseudonimo di Sasà (Salerno, 30 agosto 1969), è un dirigente sportivo ed ex calciatore italiano.

## Carriera

### Giocatore
Cresciuto nelle giovanili della Lazio, Avallone deve la sua notorietà alla vittoria della Coppa UEFA 1989-1990 con la Juventus: al 72' della finale di ritorno contro la Fiorentina, l'allenatore Dino Zoff lo inserisce in sostituzione di Rui Barros, dopo aver esordito nella competizione poche settimane prima, nei quarti di ritorno contro l'Amburgo.
In quella stagione colleziona anche due spezzoni di gara in Serie A, esordendo l'8 aprile 1990 in Juventus-Cremonese 4-0. Vanta pure dieci presenze in Serie B con l'Avellino nella stagione 1990-1991. La sua carriera prosegue nelle serie inferiori: C1 con Alessandria, Nocerina e Varese. Negli ultimi due anni veste la maglia della Juve Stabia, ottenendo la promozione dalla Serie C2 grazie al ripescaggio nella prima stagione e nella seconda, in Serie C1, si salva solo ai play-out.

### Dirigente
In seguito al suo addio al calcio giocato, ha prima svolto il ruolo di team manager nella Salernitana, squadra di Serie A, per poi fare il dirigente del Messina con il collega Angelo Fabiani in Serie D (anche quest'ultimo in precedenza a Salerno). Dalla stagione 2010-2011 è il direttore sportivo del Sorrento.
Dalla stagione 2014-2015 riassume l'incarico di team manager nella Salernitana, nel frattempo retrocessa in Lega Pro, dopo che l'anno precedente aveva lavorato come dirigente alla Juve Stabia in serie cadetta.
Ad agosto 2025 termina l'esperienza lavorativa con la Salernitana.

## Statistiche

### Presenze e reti nei club
| Stagione             | Squadra            | Campionato         | Campionato | Campionato | Coppe nazionali | Coppe nazionali | Coppe nazionali | Coppe continentali | Coppe continentali | Coppe continentali | Altre coppe | Altre coppe | Altre coppe | Totale | Totale |
| Stagione             | Squadra            | Comp               | Pres       | Reti       | Comp            | Pres            | Reti            | Comp               | Pres               | Reti               | Comp        | Pres        | Reti        | Pres   | Reti   |
| -------------------- | ------------------ | ------------------ | ---------- | ---------- | --------------- | --------------- | --------------- | ------------------ | ------------------ | ------------------ | ----------- | ----------- | ----------- | ------ | ------ |
| 1986-1987            | Valdiano           | C2                 | 8          | 0          | CI-C            | ?               | ?               | -                  | -                  | -                  | -           | -           | -           | 8+     | 0+     |
| 1986-1987            | Valdiano           | C2                 | 31         | 1          | CI-C            | ?               | ?               | -                  | -                  | -                  | -           | -           | -           | 31+    | 1+     |
| Totale Valdiano      | Totale Valdiano    | Totale Valdiano    | 39         | 1          |                 | ?               | ?               |                    | -                  | -                  |             | -           | -           | 39+    | 1+     |
| 1988-1989            | Juventus           | A                  | 0          | 0          | CI              | ?               | ?               | CU                 | 0                  | 0                  | -           | -           | -           | 0+     | 0+     |
| 1989-1990            | Juventus           | A                  | 2          | 0          | CI              | ?               | ?               | CU                 | 2                  | 0                  | -           | -           | -           | 4+     | 0+     |
| Totale Juventus      | Totale Juventus    | Totale Juventus    | 2          | 0          |                 | ?               | ?               |                    | 2                  | 0                  |             | -           | -           | 4+     | 0+     |
| 1990-1991            | Avellino           | B                  | 10         | 0          | CI              | ?               | ?               | -                  | -                  | -                  | -           | -           | -           | 10+    | 0+     |
| lug. 1991- ott. 1991 | Avellino           | B                  | 0          | 0          | CI              | ?               | ?               | -                  | -                  | -                  | -           | -           | -           | 0+     | 0+     |
| Totale Avellino      | Totale Avellino    | Totale Avellino    | 10         | 0          |                 | ?               | ?               |                    | -                  | -                  |             | -           | -           | 10+    | 0+     |
| ott. 1991-giu. 1992  | Casale             | C1                 | 14         | 0          | CI-C            | ?               | ?               | -                  | -                  | -                  | -           | -           | -           | 14+    | 0+     |
| giu. 1992-dic. 1993  | Casale             | C2                 | 0          | 0          | CI-C            | ?               | ?               | -                  | -                  | -                  | -           | -           | -           | 0+     | 0+     |
| Totale Casale        | Totale Casale      | Totale Casale      | 14         | 0          |                 | ?               | ?               |                    | -                  | -                  |             | -           | -           | 14+    | 0+     |
| dic. 1992-giu. 1993  | Alessandria        | C1                 | 17         | 0          | CI-C            | ?               | ?               | -                  | -                  | -                  | -           | -           | -           | 17+    | 0+     |
| 1993-1994            | Alessandria        | C1                 | 26         | 0          | CI-C            | ?               | ?               | -                  | -                  | -                  | -           | -           | -           | 26+    | 0+     |
| 1994-1995            | Alessandria        | C1                 | 32         | 1          | CI-C            | ?               | ?               | -                  | -                  | -                  | -           | -           | -           | 32+    | 1+     |
| 1995-1996            | Alessandria        | C1                 | 28         | 0          | CI-C            | ?               | ?               | -                  | -                  | -                  | -           | -           | -           | 28+    | 0+     |
| 1996-1997            | Alessandria        | C1                 | 30         | 0          | CI-C            | ?               | ?               | -                  | -                  | -                  | -           | -           | -           | 30+    | 0+     |
| giu. 1997-sett.1997  | Alessandria        | C1                 | 5          | 0          | CI-C            | ?               | ?               | -                  | -                  | -                  | -           | -           | -           | 5+     | 0+     |
| Totale Alessandria   | Totale Alessandria | Totale Alessandria | 138        | 1          |                 | ?               | ?               |                    | -                  | -                  |             | -           | -           | 138+   | 1+     |
| set. 1997-giu. 1998  | Nocerina           | C1                 | 19         | 0          | CI-C            | ?               | ?               | -                  | -                  | -                  | -           | -           | -           | 19+    | 0+     |
| 1998-1999            | Nocerina           | C1                 | 30         | 0          | CI-C            | ?               | ?               | -                  | -                  | -                  | -           | -           | -           | 30+    | 0+     |
| 1999-2000            | Nocerina           | C1                 | 29         | 0          | CI-C            | ?               | ?               | -                  | -                  | -                  | -           | -           | -           | 29+    | 1+     |
| 2000-2001            | Nocerina           | C1                 | 30         | 0          | CI-C            | ?               | ?               | -                  | -                  | -                  | -           | -           | -           | 30+    | 0+     |
| 2001-2002            | Nocerina           | C1                 | 28         | 0          | CI-C            | ?               | ?               | -                  | -                  | -                  | -           | -           | -           | 28+    | 0+     |
| Totale Nocerina      | Totale Nocerina    | Totale Nocerina    | 136        | 0          |                 | ?               | ?               |                    | -                  | -                  |             | -           | -           | 136+   | 0+     |
| 2002-2003            | Varese             | C1                 | 28         | 0          | CI-C            | ?               | ?               | -                  | -                  | -                  | -           | -           | -           | 28+    | 0+     |
| 2003-2004            | Varese             | C1                 | 28         | 0          | CI-C            | ?               | ?               | -                  | -                  | -                  | -           | -           | -           | 28+    | 0+     |
| Totale Varese        | Totale Varese      | Totale Varese      | 56         | 0          |                 | ?               | ?               |                    | -                  | -                  |             | -           | -           | 56+    | 0+     |
| 2004-2005            | Juve Stabia        | C2                 | 27         | 0          | CI-C            | ?               | ?               | -                  | -                  | -                  | -           | -           | -           | 27+    | 0+     |
| 2005-2006            | Juve Stabia        | C1                 | 8          | 0          | CI-C            | ?               | ?               | -                  | -                  | -                  | -           | -           | -           | 8+     | 0+     |
| Totale Juve Stabia   | Totale Juve Stabia | Totale Juve Stabia | 35         | 0          |                 | ?               | ?               |                    | -                  | -                  |             | -           | -           | 35+    | 0+     |
| Totale carriera      | Totale carriera    | Totale carriera    | 430        | 2          |                 | ?               | ?               |                    | 2                  | 0                  |             | -           | -           | 432+   | 2+     |

## Palmarès

### Club

#### Competizioni nazionali
- Coppa Italia: 1

Juventus: 1989-1990

#### Competizioni internazionali
- Coppa UEFA: 1

Juventus: 1989-1990